# Kostel Matky Boží ustavičné pomoci v Lodži
Kostel Matky Boží ustavičné pomoci (Kościół Matki Bożej Nieustającej Pomocy) v Lodži, zvaný též Nová modlitebna moravských bratří, je novobarokní sakrální stavba.
Byl vystavěn jako modlitebna Moravských bratří v letech 1911–1913 podle návrhu vratislavského architekta Teodora Grünewalda. Má pro obnovenou Jednotu bratrskou typickou podobu velkého sálu přikrytého mansardovou střechou s malou věžičkou.
Kostel byl v průběhu 20. století užíván vícero církvemi, v době, kdy byl užíván Polskokatolickou církví, byl zasvěcen Matce Boží ustavičné pomoci.
Od začátku 21. století je v soukromých rukou a neslouží náboženským účelům. Je chráněnou kulturní památkou. Dne 1. června 2019 byl zasažen požárem. V důsledku cílené devastace se v srpnu 2024 zhroutila střecha budovy. 